# 罗希孔代
罗希孔代（法語：Rochy-Condé，法語發音：[ʁɔʃi kɔ̃de]）是法国瓦兹省的一个市镇，属于博韦区。

## 地理
罗希孔代（49°24'2"N, 2°11'2"E）面积6.38 平方千米，位于法国上法蘭西大區瓦兹省，该省份为法国北部内陆省份，北起索姆省，西接厄尔省和滨海塞纳省，南至塞纳-马恩省和瓦兹河谷省，东临埃纳省。
与罗希孔代接壤的市镇（或旧市镇、城区）包括：泰兰河畔巴约勒、布雷勒、拉韦尔西讷、泰尔多讷、瓦尔吕。

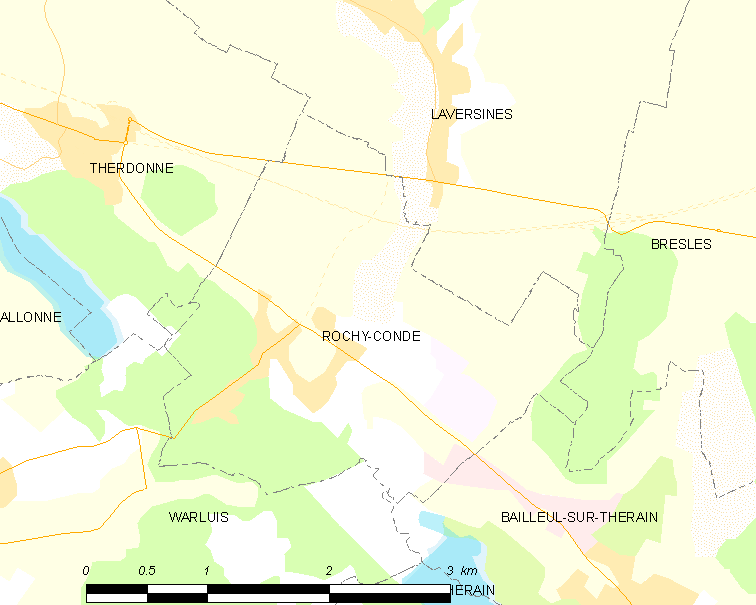
罗希孔代的OSM定位图

罗希孔代的时区为UTC+01:00、UTC+02:00（夏令时）。

## 行政
罗希孔代的邮政编码为60510，INSEE市镇编码为60542。

## 政治
罗希孔代所属的省级选区为穆伊县。

## 人口

1962-2008年间罗希孔代人口变化图示

罗希孔代于2022年1月1日时的人口数量为999人。